# 499
Évszázadok: 4. század – 5. század – 6. század
Évtizedek: 440-es évek – 450-es évek – 460-as évek – 470-es évek – 480-as évek – 490-es évek – 500-as évek – 510-es évek – 520-as évek – 530-as évek – 540-es évek
Évek: 494 – 495 – 496 – 497 –  498 – 499 – 500 – 501 – 502 – 503 – 504

## Események

### Európa
- Symmachus pápa zsinatot tart Rómában, ahol szentesítik Theoderic itáliai király döntését és őt ismerik el jogos pápaként, Laurentius ellenpápa pedig megkapja (egyes történetírók szerint kényszerítve) Nuceria püspökségét.[1]

### Bizánci Birodalom
- Földrengés sújtja Kelet-Anatóliát, Mezopotámiát és Örményországot. Nikopolisz városa teljesen romba dől, állítólag csak a püspök és két titkára marad életben.

### Kína
- Északi Vej beteg császára, Hsziaoven déli hadjáratáról visszatér a fővárosba, Lojangba, ahol megtudja, hogy felesége, Feng császárné viszonyt folytatott az egyik udvaronccal. A császárnéval megszakítja a kapcsolatot, de nem válik el tőle. A déli határvidéken még visszaver egy betörést, de betegsége kiújul és rövidesen meghal. Végakaratának megfelelően Feng császárnét öngyilkosságra kényszerítik. Utóda a trónon 16 éves fia, Jüan Ko, aki a Hszüanvu uralkodói nevet veszi fel.
- A Déli Csi államban udvaroncok egy csoportja összeesküvést sző a 16 éves, léhának tartott Hsziao Pao-csüan császár megbuktatására. Az összeesküvők közötti viszály miatt tervüket beárulják az uralkodónak. Az összeesküvők vezére, Hsziao Jao-kuang (a császár unokatestvére) nyíltan fellázad és ostrom alá veszi a fővárost, de csatát veszít, elfogják és kivégzik. Mikor a császár tisztogatásokba fog, és több magas rangú tisztviselőt kivégeztet, az egyik kormányzó, Csen Hszian-ta félelmében szintén fellázad, de az év végén csatában elesik.

## Születések
- Ravennai Maximianus, püspök

## Halálozások
- Hsziaoven, Északi Vej császára

## Fordítás
- Ez a szócikk részben vagy egészben  a(z)   499 című angol Wikipédia-szócikk ezen változatának fordításán alapul.  Az eredeti cikk szerkesztőit annak laptörténete sorolja fel. Ez a jelzés csupán a megfogalmazás eredetét és a szerzői jogokat jelzi, nem szolgál a cikkben szereplő információk forrásmegjelöléseként.